# Southern Christian Leadership Conference
Die Southern Christian Leadership Conference (SCLC) ist eine US-amerikanische Bürgerrechtsorganisation, die für die Rechte der afroamerikanischen Bevölkerung eintritt.

## Geschichte
Die SCLC ging 1957 aus mehreren Protestgruppen hervor, die im Gefolge des Busboykotts von Montgomery 1955/56 entstanden waren. Die Organisation wurde neben der NAACP zu einer der treibenden Kräfte der amerikanischen Bürgerrechtsbewegung. Zu den Führungsfiguren der SCLC zählte neben ihrem Vorsitzenden Martin Luther King dessen enger Weggefährte Ralph Abernathy, der nach Kings Ermordung den Vorsitz übernahm. Weitere bekannte SCLC-Aktivisten der 60er Jahre waren Maya Angelou, Vincent Harding, Andrew Young und James Reeb.